# Detroit Pistons 1999-2000
La stagione 1999-2000 dei Detroit Pistons fu la 51ª nella NBA per la franchigia.
I Detroit Pistons arrivarono quarti nella Central Division della Eastern Conference con un record di 42-40. Nei play-off persero al primo turno con i Miami Heat (3-0).

## Roster
| N° | Naz.                   | Ruolo | Sportivo           | Anno | Alt. | Peso |
| -- | ---------------------- | ----- | ------------------ | ---- | ---- | ---- |
| 00 | Stati Uniti (bandiera) | C     | Eric Montross      | 1971 | 213  | 122  |
| 1  | Stati Uniti (bandiera) | G     | Lindsey Hunter     | 1970 | 188  | 77   |
| 5  | Stati Uniti (bandiera) | G     | Jermaine Jackson   | 1976 | 193  | 93   |
| 6  | Stati Uniti (bandiera) | A     | Terry Mills        | 1967 | 208  | 104  |
| 12 | Stati Uniti (bandiera) | GA    | Michael Curry      | 1968 | 196  | 95   |
| 13 | Stati Uniti (bandiera) | A     | Jerome Williams    | 1973 | 206  | 93   |
| 20 | Stati Uniti (bandiera) | G     | Marcus Brown       | 1974 | 191  | 84   |
| 22 | Stati Uniti (bandiera) | G     | John Crotty        | 1969 | 185  | 84   |
| 30 | Stati Uniti (bandiera) | GA    | Jud Buechler       | 1968 | 198  | 100  |
| 31 | Stati Uniti (bandiera) | C     | Mikki Moore        | 1975 | 211  | 102  |
| 32 | Stati Uniti (bandiera) | AC    | Christian Laettner | 1969 | 211  | 107  |
| 33 | Stati Uniti (bandiera) | A     | Grant Hill         | 1972 | 203  | 102  |
| 35 | Stati Uniti (bandiera) | A     | Loy Vaught         | 1968 | 206  | 104  |
| 42 | Stati Uniti (bandiera) | GA    | Jerry Stackhouse   | 1974 | 198  | 99   |
| 52 | Stati Uniti (bandiera) | A     | Don Reid           | 1973 | 203  | 113  |

## Staff tecnico
- Allenatori: Alvin Gentry (28-30) (fino al 6 marzo)[1], George Irvine (14-10)
- Vice-allenatori: Bob Ociepka, John Hammond, George Irvine (fino al 6 marzo), Morris McHone